# Бортничанське кладовище
Бортнича́нське кладови́ще — некрополь у Дарницькому районі міста Києва, один з найстаріших у Києві. Виник у XVII столітті як сільське кладовище для поховання мешканців села Бортничі. Закрите для масових поховань з 2009 року, дозволено підпоховання у родинну могилу.

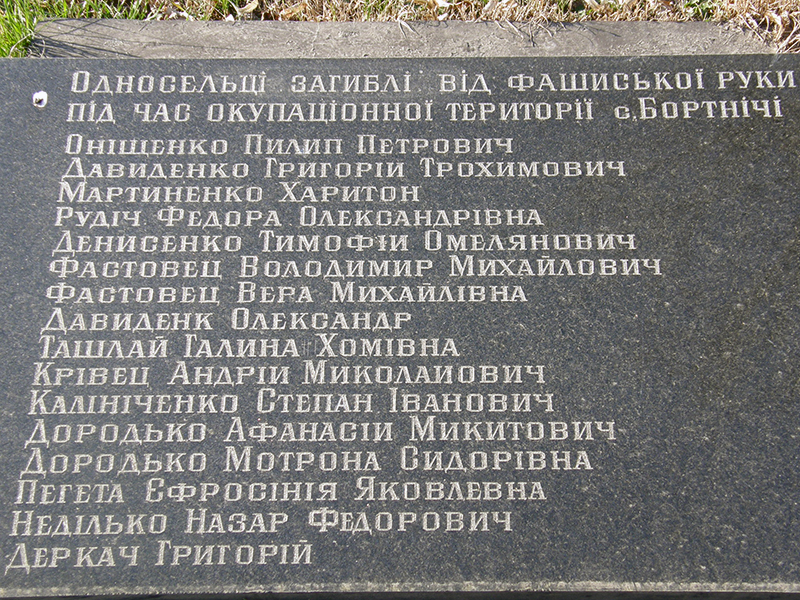
Плита з іменами загиблих під час окупації селян